# Joannes
Joannes (latin Ioannes), död 425, var en romersk usurpator (423–425) mot Valentinianus III.
Efter kejsar Honorius död den 27 augusti 423, kvarstod Theodosius II vid makten som den östliga kejsaren och representant för Theodosiusdynastin. Nominellt var han härskare för hela det romerska riket. Under de första månaderna gjorde han emellertid lite för att befästa sin kontroll över den västra delen, vilket utnyttjades av höga civila tjänstemän för att utropa Joannes till kejsare av den västliga delen utan att chefen för armén general Castino motsatte sig det.
Thedosius II sände en armé mot Joannes och avsatte honom, samt gav makten till Valentinianus III som då var ett barn. Joannes dömdes till döden och avrättades 425.